# Зауэр, Карл Теодор фон
Карл Те́одор фон За́уэр (нем. Karl Theodor Von Sauer; 1834—1911) — баварский генерал, теоретик крепостной войны, поборник броневых закрытий.
Напечатал: «Beiträge zur Taktik des Festungskriegs» (Берлин, 1882); «Ueber Angriff und Vertheidigung fester Plätze» (Б., 1885); «Taktische Untersuchungen über neue Formen der Befestigungskunst» (Б., 1885); «Ueber den abgekürzten Angriff etc.» (Б., 1889) и др.